# Merāsh
Merāsh (persiska: مراش, مَراش) är en ort i Iran.   Den ligger i provinsen Zanjan, i den nordvästra delen av landet, 400 km väster om huvudstaden Teheran. Merāsh ligger 1 621 meter över havet och antalet invånare är 234.
Terrängen runt Merāsh är kuperad västerut, men österut är den platt. Merāsh ligger nere i en dal. Runt Merāsh är det ganska glesbefolkat, med 47 invånare per kvadratkilometer. Närmaste större samhälle är Dandī, 5,4 km öster om Merāsh. Trakten runt Merāsh består i huvudsak av gräsmarker.